# Yesterdays (Yes)
Yesterdays è una compilation del gruppo di rock progressivo inglese Yes, pubblicata nel 1975.

## Brani
Contiene principalmente pezzi dai primi due album Yes e Time and a Word; furono inseriti anche brani pubblicati per la prima volta su un album: Dear Father (1970, lato B del singolo Sweet Dreams) e la cover del brano America di Paul Simon (apparso come singolo nel 1972).

## Copertina
La copertina dell'album fu affidata a Roger Dean come per gli album precedenti (a partire da Fragile). Dopo Yesterdays gli Yes sarebbero passati per alcuni anni all'artwork della Hipgnosis, tornando a collaborare con Dean solo nel 1980 con l'album Drama.

## Tracce
1. America (Paul Simon) - 10:30
2. Looking Around (Jon Anderson/Chris Squire) - 4:00
3. Time and a Word (Jon Anderson/David Foster) - 4:32
4. Sweet Dreams (Jon Anderson/David Foster) - 3:50
5. Then (Jon Anderson) - 5:45
6. Survival (Jon Anderson) - 6:20
7. Astral Traveler (Jon Anderson) - 5:53
8. Dear Father (Jon Anderson/Chris Squire) - 4:21

## Accoglienza
Raggiunse la posizione #27 nelle classifiche inglesi e #17 in quelle americane.

## Formazione
La formazione è quella del debutto (Jon Anderson, Chris Squire, Bill Bruford, Tony Kaye e Peter Banks) a eccezione del brano America, realizzata dalla formazione di Fragile e Close to the Edge (Anderson, Squire, Bruford, Steve Howe e Rick Wakeman).
- Jon Anderson - voce
- Chris Squire - basso e voci
- Bill Bruford - batteria
- Steve Howe - chitarra (solo traccia 1)
- Rick Wakeman - tastiere (solo traccia 1)
- Tony Kaye - tastiere (tracce 2-8)
- Peter Banks - chitarra (tracce 2-8)